# Senador Guiomard
Senador Guiomard is een gemeente in de Braziliaanse deelstaat Acre. De gemeente telt 19.697 inwoners (schatting 2009).

## Aangrenzende gemeenten
De gemeente grenst aan Acrelândia, Capixaba, Plácido de Castro, Porto Acre, Rio Branco en Lábrea (AM).